# Tim Ovens
Tim Ovens (* 11. Februar 1960 in Flensburg) ist ein deutscher Pianist, Kammermusiker, Komponist und Klavierpädagoge.

## Leben
Tim Ovens studierte Klavier in Hannover und Wien bei Kurt Bauer, Hans Leygraf, Karl Engel, Paul Badura-Skoda und Hans Kann. Im Jahr 1987 wurde er im Alter von 27 Jahren als Gastdozent für ein halbes Jahr an die Musikhochschule Xi’an eingeladen. Im Anschluss unterrichtete er an den Musikhochschulen in Peking (Central Conservatory), Shanghai, Shenyang, Jinan und Nanning und gab landesweit Solo- und Orchesterkonzerte. Ovens war einer der ersten deutschen Pianisten, der nach Öffnung Chinas als Pianist und Gastdozent in China lebte (bis Ende 1988). Regelmäßig arbeitet und konzertiert er seitdem in verschiedenen Städten des Landes. Im Jahr 2006 verlieh ihm das China Conservatory in Peking eine Gastprofessur.

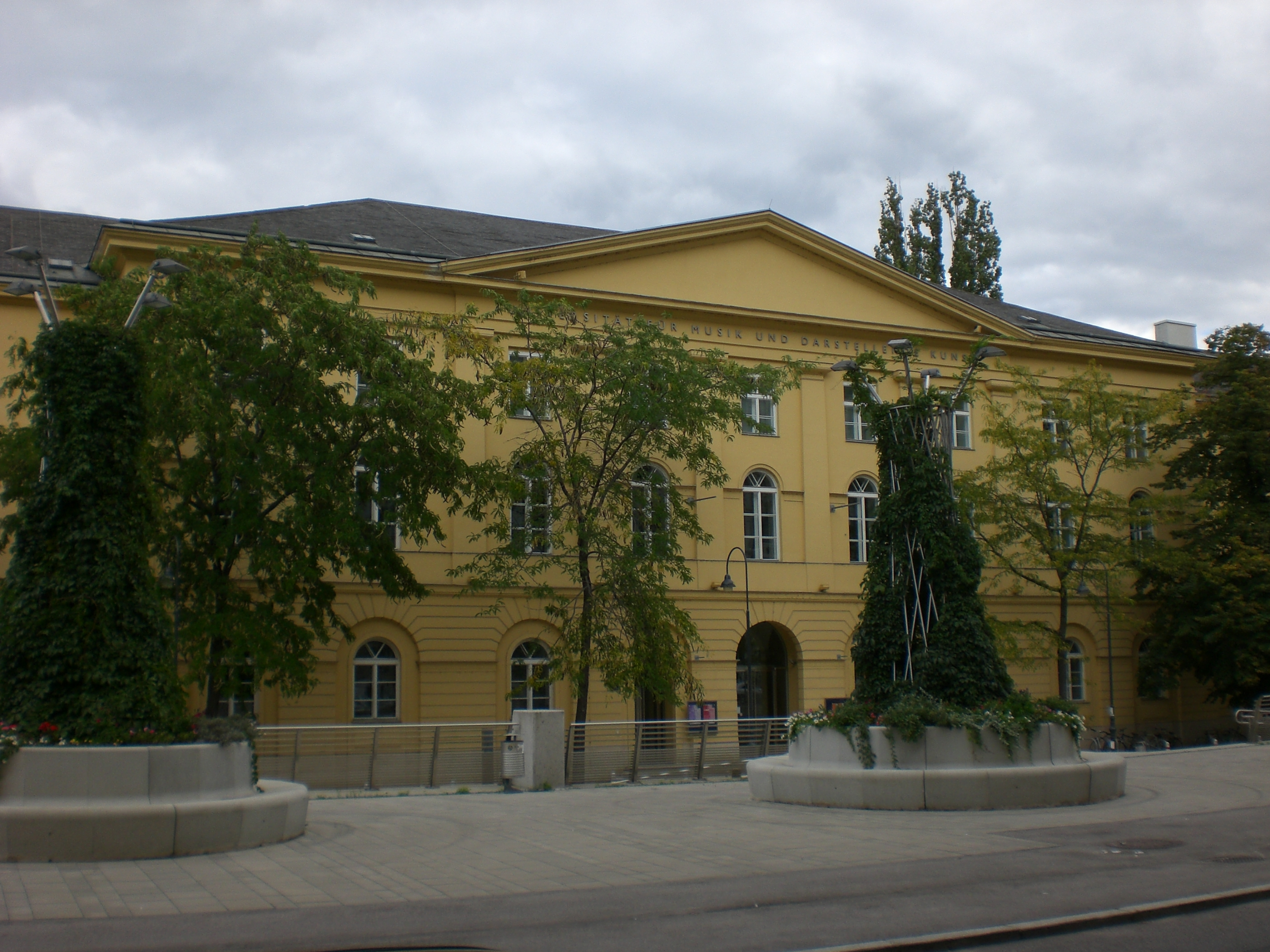
Universität für Musik und darstellende Kunst Wien

Tim Ovens lebt in Hannover und Wien. Von 1988 bis 2009 lehrte Tim Ovens als Dozent an der Hochschule für Musik und Theater Hannover. 2009 wurde er zum Universitäts-Professor für Klavier an die Universität für Musik und darstellende Kunst Wien berufen.
Als Pianist ist Tim Ovens international tätig. Er tritt auf Musikfestivals auf wie dem Schleswig-Holstein Musikfestival, den Dresdner Musikfestspielen, Ludwigsburger Schlossfestspielen und anderen. Ein Schwerpunkt des künstlerischen Schaffens von Ovens liegt neben den Werken von Robert Schumann und Claude Debussy auf zeitgenössischer Musik. Er hat sich einen Namen gemacht mit der Interpretation der Klavierwerke von John Cage.
Im Jahr 1996 gründete Tim Ovens gemeinsam mit der chinesischen Erhuspielerin Ma Xiao Hui ein Duo, das traditionelle chinesische und westliche Musik in Bearbeitungen aufführt.

## Klangkunst (Auswahl)
Neben seiner Tätigkeit als Pianist konzipiert und realisiert Tim Ovens Klanginstallationen.
- ...unterwegs (2005, „Stille Station“ Hannover)
- Horae (2007 im Dom zu Schleswig)
- Wasserläufer (2007, Festival für Neue Musik „zeit.punkt 07“)

## CD-Aufnahmen (Auswahl)
- Robert Schumann: Klavierwerke - Fantasie C-Dur op. 17, Kreisleriana op. 16
- Birds Singing in Lonesome Mountains - Chinesische und westl. Musik für Erhu und Klavier (mit Ma Xiao Hui, Erhu)
- John Cage - Klavierwerke Vol. 1 · Early Piano Music
- John Cage - Klavierwerke Vol. 2 · Music for Prepared Piano - Doppel-CD
- John Cage - Klavierwerke Vol. 3 · Sonatas & Interludes für präpariertes Klavier
- John Cage - Klavierwerke Vol. 4 · Music for Piano 1 - 84 · Music for Piano 1 - 84 Doppel-CD
- John Cage - Sonatas & Interludes für präpariertes Klavier (CD mit CD-ROM)
- Musik für Schlagzeug und Klavier (mit Kalamazoo Percussion Trio)
- Werke von Alfred Koerppen - (Concerto à Quattro für zwei Flügel und Schlagzeug)
- „Dream“ von John Cage (Thomas speelt het zacht - Klaviermusik, ausgewählt von Thomas Vanderveken, Warner Music Benelux)
- Franz Schubert - Sonate B-Dur, D 960 (ERDA music)

## Veröffentlichungen
- Veröffentlichungen in der Neuen Musikzeitung (nmz)
- „Der Klangsammler“, veröffentlicht in: „Anarchische Harmonie – John Cage und die Zukunft der Künste“, Hrsg. Rautmann/Schalz, Bremen 2002
- „The Prepared Piano of John Cage“ in Frankfurter Zeitschrift für Musikwissenschaften Jg. 6 (2003)